# Conus cashi
Conus cashi é uma espécie fóssil de caracol marinho, um molusco gastrópode marinho da família Conidae, os caramujos cônicos, conchas cônicas ou cones.

## Descrição
O tamanho da concha atinge 26 milímetros.

## Distribuição
Esta espécie marinha só é encontrada como fóssil no Neógeno da República Dominicana .